# Diocesi di Corpus Christi
La diocesi di Corpus Christi (in latino Dioecesis Corporis Christi) è una sede della Chiesa cattolica negli Stati Uniti d'America suffraganea dell'arcidiocesi di Galveston-Houston. Nel 2023 contava 356.500 battezzati su 585.266 abitanti. È retta dal vescovo William Michael Mulvey.

## Territorio
La diocesi comprende 11 contee del Texas, negli Stati Uniti d'America: Aransas, Bee, Brooks, Duval, Jim Wells, Kenedy, Kleberg, Live Oak, Nueces, Refugio e San Patricio. Comprende inoltre una parte della contea di McMullen.
Sede vescovile è la città di Corpus Christi, dove si trova la cattedrale del Corpus Domini.
Il territorio si estende su 29.277 km² ed è suddiviso in 69 parrocchie.

## Storia
Il vicariato apostolico di Brownsville fu eretto il 18 settembre 1874 con il breve Cum venerabilis frater di papa Pio IX, ricavandone il territorio dalla diocesi di Galveston (oggi arcidiocesi di Galveston-Houston).
Il 23 marzo 1912 il vicariato apostolico è stato elevato a diocesi e ha assunto il nome attuale.  Originariamente suffraganea dell'arcidiocesi di New Orleans, il 3 agosto 1926 entrò a far parte della provincia ecclesiastica di San Antonio.
Sul finire degli anni dieci la diocesi visse un momento travagliato, in cui accolse molti cattolici che fuggivano dalle persecuzioni in Messico. In una virulenta epidemia di influenza mons. Nussbaum perse i suoi più stretti collaboratori e fu costretto a chiedere le dimissioni.
Una grande espansione delle strutture diocesane si ebbe con il suo successore, mons. Ledvina, che eresse più di cinquanta nuove chiese, fra cui l'odierna cattedrale. Completò la sua opera mons. Garriga, che concentrò i suoi sforzi sull'istruzione cattolica.
Il 10 luglio 1965, il 13 aprile 1982 e il 3 luglio 2000 ha ceduto porzioni del suo territorio a vantaggio dell'erezione rispettivamente delle diocesi di Brownsville, di Victoria in Texas e di Laredo.
Durante l'episcopato di mons. Drury la diocesi attuò le riforme previste dal Concilio Vaticano II, in particolare per quanto attiene al coinvolgimento dei laici nella vita ecclesiale. La curia diocesana fu potenziata, passando da 2 settori a 32. Risale a quest'epoca anche l'istituzione del diaconato permanente, nonché la fondazione di una radio e di un giornale diocesani.
Il 29 dicembre 2004 è entrata a far parte della provincia ecclesiastica dell'arcidiocesi di Galveston-Houston.

## Cronotassi dei vescovi
Si omettono i periodi di sede vacante non superiori ai 2 anni o non storicamente accertati.
- Dominic Manucy † (7 settembre 1874 - 18 gennaio 1884 nominato vescovo di Mobile)
- Dominic Manucy † (7 febbraio 1885 - 4 dicembre 1885 deceduto)
  - Sede vacante (1885-1890)
- Peter Verdaguer y Prat † (25 luglio 1890 - 26 ottobre 1911 deceduto)
- Henry John Paul Joseph Nussbaum, C.P. † (4 aprile 1913 - 26 marzo 1920 dimesso[3])
- Emmanuel Boleslaus Ledvina † (30 aprile 1921 - 15 marzo 1949 dimesso[4])
- Mariano Simon Garriga † (15 marzo 1949 succeduto - 21 febbraio 1965 deceduto)
- Thomas Joseph Drury † (19 luglio 1965 - 19 maggio 1983 ritirato)
- René Henry Gracida (19 maggio 1983 - 1º aprile 1997 dimesso)
- Roberto Octavio González Nieves, O.F.M. (1º aprile 1997 succeduto - 26 marzo 1999 nominato arcivescovo di San Juan)
- Edmond Carmody (3 febbraio 2000 - 18 gennaio 2010 ritirato)
- William Michael Mulvey, dal 18 gennaio 2010

## Statistiche
La diocesi nel 2023 su una popolazione di 585.266 persone contava 356.500 battezzati, corrispondenti al 60,9% del totale.
| anno | popolazione | popolazione | popolazione | presbiteri | presbiteri | presbiteri | presbiteri                | diaconi | religiosi | religiosi | parrocchie |
| anno | battezzati  | totale      | %           | numero     | secolari   | regolari   | battezzati per presbitero | diaconi | uomini    | donne     | parrocchie |
| ---- | ----------- | ----------- | ----------- | ---------- | ---------- | ---------- | ------------------------- | ------- | --------- | --------- | ---------- |
| 1950 | 454.000     | 646.154     | 70,3        | 147        | 58         | 89         | 3.088                     |         | 40        | 413       | 72         |
| 1966 | 185.187     | 483.577     | 38,3        | 151        | 68         | 83         | 1.226                     |         | 182       | 473       | 61         |
| 1970 | ?           | 423.211     | ?           | 52         | 26         | 26         | ?                         |         | 40        | 62        | 37         |
| 1976 | 200.733     | 527.000     | 38,1        | 148        | 67         | 81         | 1.356                     | 2       | 96        | 373       | 72         |
| 1980 | 166.000     | 552.000     | 30,1        | 158        | 80         | 78         | 1.050                     | 14      | 97        | 226       | 76         |
| 1990 | 345.240     | 683.560     | 50,5        | 155        | 91         | 64         | 2.227                     | 44      | 82        | 300       | 83         |
| 1999 | 363.000     | 863.242     | 42,1        | 165        | 105        | 60         | 2.200                     | 74      | 36        | 273       | 84         |
| 2000 | 250.770     | 555.834     | 45,1        | 129        | 86         | 43         | 1.943                     | 33      | 79        | 190       | 66         |
| 2001 | 250.000     | 548.198     | 45,6        | 142        | 95         | 47         | 1.760                     | 63      | 79        | 193       | 66         |
| 2002 | 250.000     | 547.196     | 45,7        | 137        | 94         | 43         | 1.824                     | 62      | 77        | 188       | 65         |
| 2003 | 328.447     | 547.411     | 60,0        | 141        | 98         | 43         | 2.329                     | 64      | 58        | 174       | 65         |
| 2004 | 384.308     | 549.012     | 70,0        | 144        | 103        | 41         | 2.668                     | 67      | 64        | 161       | 67         |
| 2006 | 388.878     | 555.540     | 70,0        | 146        | 114        | 32         | 2.663                     | 65      | 37        | 114       | 68         |
| 2013 | 397.500     | 572.000     | 69,5        | 143        | 116        | 27         | 2.779                     | 100     | 35        | 162       | 69         |
| 2016 | 409.705     | 589.504     | 69,5        | 133        | 106        | 27         | 3.080                     | 97      | 32        | 147       | 69         |
| 2019 | 354.946     | 581.879     | 61,0        | 131        | 101        | 30         | 2.709                     | 100     | 32        | 149       | 69         |
| 2021 | 362.930     | 594.976     | 61,0        | 124        | 95         | 29         | 2.926                     | 105     | 31        | 136       | 69         |
| 2023 | 356.500     | 585.266     | 60,9        | 120        | 90         | 30         | 2.970                     | 100     | 36        | 113       | 69         |